# Танцы насмерть
«Танцы насмерть» — российский фантастический фильм режиссёра Андрея Волгина. Фильм вышел в широкий прокат в России 6 апреля 2017 года.

## Сюжет
2070 год. Москва. Мир лежит в руинах после ядерной войны. Выживание человечества зависит от энергии, которую отдают участники жестокого танцевального турнира. Но когда один из претендентов влюбляется в девушку, участницу состязания, и решает любой ценой спасти её жизнь, отлаженная система оказывается под угрозой.

## В ролях
- Иван Жвакин — Костя
- Лукерья Ильяшенко — Аня
- Денис Шведов — Серый
- Агния Дитковските — Зебра
- Александр Тютин — распорядитель
- Никита Волков — Артём
- Никита Дювбанов — диджей
- Ола Кейру — Мендель
- Алексей Матошин — бандит
- Виктор Хоркин — Маис
- Кейко Ли — Мей Ли
- Евгений Грибов — Щука
- Евгений Михеев — Руслан
- Анвар Халилулаев — друг Кости
- Дмитрий Файнштейн — Доктор
- Геша Меньшиков — Жрец
- Карина Иванова — Крис
- Лада Негруль — мать Руслана

## Съемочная группа
- Продюсеры — Александр Куринский, Николай Табашников, Владимир Денисюк
- Режиссёр-постановщик и режиссёр монтажа — Андрей Волгин
- Сценарий — Андрей Золотарёв
- Оператор-постановщик — Вячеслав Лисневский
- Композиторы — Максим Кошеваров, Александр Крюков и Александр Маев

## Съёмки
Съёмки проходили в районе Москва-Сити, в бизнес-центре Dominion Tower, в здании Президиума Российской Академии Наук и в старых корпусах «Электрозавода».
За хореографию отвечал Игорь Рудник. 

## Отзывы и оценки
Фильм получил в основном отрицательные оценки в российской прессе. Разгромные обзоры на него опубликовали «Российская газета», «КГ-портал», Time Out, а также видео блогер BadComedian.
Кинокритик Евгений Ухов в своей рецензии на Film.ru отметил: «Лента отчего-то захотела быть очень серьёзной, но заряда в ней хватило только на экспозицию, а дальше авторов либо оставила смелость, либо покинуло вдохновение — они и от социальных стрел отказались, и в простоте не обрели силу».